# Ботаническа градина Hortus Australis
Ботаническа градина Hortus Australis е ботаническа градина, намираща се в село Крапец, община Шабла. Изграждането ѝ започва през 2004 г. от Петер Хаджидочев.
Ботаническата градина е затворена за посетители; тя се намира на 500 метра от морския бряг и има площ 2 дка. В градината са засадени множество иглолистни и широколистни дървета и храсти, като особен акцент се поставя върху екзотичната растителност, включително най-голямата колекция от видове бамбук (37 вида) в България, студоустойчиви палми, студоустойчиви евкалипти и слабо познати и нови за страната видове.
В градината са силно застъпени различни родове иглолистни дървета, главно Pinus, Cupressus, Cedrus, Abies и Picea. Интродукцията на нови видове се осъществява след генеративно размножаване, което важи особено за видовете евкалипт и различните широколистни дървета.
Към колекцията са добавени видове, които са непознати или рядко срещани в страната, като например Callistemon pityoides, Callistemon viridiflorus, Rhus succedanea, Rhus verniciflua, Xanthoceras sorbifolium, Poliothyrsis sinensis, Genista aetnensis, Quercus faginea, Pinus eldarica, Fraxinus mandshurica, Carya ovata, Carya illinoinensis, Toona sinensis, Catalpa fargesii, Prunus davidiana, Sapium sebiferum, Juniperus deppeana, Zelkova serrata, Ulmus parvifolia, Betula populifolia, Cercis chinensis, Argyrocytisus battandieri, Cupressus lusitanica var. benthamii, Pyrus ussuriensis, Pyrus betulifolia, Pistacia chinensis, Koelreuteria bipinnata, Caesalpinia decapetala, Araucaria angustifolia, Maackia chinensis, Ostrya virginiana, всички отгледани от семена. Бразилският вид араукария е ценно растение в градината.
Тестват се различни видове евкалипт, които също се отглеждат от семена. Успешно зимували и доказали се като перспективни са следните видове:
Eucalyptus perriniana
Eucalyptus urnigera
Eucalyptus gunnii
- Галерия
- Cedrus atlantica, Cupressus sempervirens
- Trachycarpus fortunei
- Phyllostachys vivax Huangwenzhu
- Araucaria angustifolia
- Eucalyptus gunnii
- Phyllostachys bambusoides
- Pinus pinaster
- Quercus ilex
- Indocalamus latifolius
- Pinus thunbergii
- Catalpa ovata
- Wisteria sinensis
- Sapium sebiferum
- Rosa
- Pistacia chinensis
- Eucalyptus gunnii
- Chaenomeles Nicoline
- Hedera colchica Sulphur Heart
- Pinus bungeana
- Pistacia chinensis
- Pseudotsuga menziesii var. glauca
- Paeonia suffruticosa
- Acer platanoides
- Hedera helix
- Liriodendron tulipifera
- Eucalyptus perriniana
- Vitex agnus-castus
- Eucalyptus gunnii & Laurus nobilis
- Pleioblastus amarus
- Phyllostachys Hummel-Kew & Cedrus deodara
- Lonicera x tellmanniana
- Magnolia grandiflora
- Hibiscus Lord Baltimore
- Eucalyptus perriniana
- Paulownia tomentosa
- Caesalpinia gilliesii